# Radek Rabušic
Radek Rabušic (* 21. listopadu 1963, Břeclav) je bývalý český fotbalový brankář.

## Hráčská kariéra
Je odchovancem Sokola Kostice, od 15 let chytal za kostické muže v krajském přeboru, než se přesunul do dorostu Zbrojovky Brno. Byl účastníkem Mistrovství Evropy U19 v roce 1982, kde Československo získalo stříbrné medaile. Po vojně ve VTJ Karlovy Vary chytal 9 let za Zbrojovku Brno. Další čtyři sezóny působil v prvoligovém řeckém klubu Edessaikos Edessa. Po návratu z Řecka chytal za Tatran Poštorná. V naší nejvyšší soutěži odchytal 38 utkání (z toho 5 s nulou) a v řecké lize odchytal 122 utkání (29 s nulou).

## Trenérská kariéra
Po skončení aktivní kariéry pracuje jako fotbalový trenér a funkcionář. V roce 2003 vedl jako hlavní trenér 1. FC Synot Staré Město, působil také znovu v Poštorné a několik let byl sportovním ředitelem sloučeného břeclavského klubu MSK.
Angažuje se také v politice, za Stranu soukromníků ČR.

## Ligová bilance
| Ročník                                   | Zápasy | Góly | Klub              |
| ---------------------------------------- | ------ | ---- | ----------------- |
| 1. československá fotbalová liga 1989/90 | 7      | 0    | Zbrojovka Brno    |
| 1. československá fotbalová liga 1990/91 | 18     | 0    | Zbrojovka Brno    |
| 1. československá fotbalová liga 1992/93 | 13     | 0    | FC Boby Brno      |
| Řecká Superliga 1993/94                  | 30     | 0    | Edessaikos Edessa |
| Řecká Superliga 1994/95                  | 30     | 0    | Edessaikos Edessa |
| Řecká Superliga 1995/96                  | 32     | 0    | Edessaikos Edessa |
| Řecká Superliga 1996/97                  | 30     | 0    | Edessaikos Edessa |
| CELKEM                                   | 160    | 0    |                   |